# Martin Říman
Martin Říman (ur. 11 maja 1961 we Frydku-Mistku) – czeski polityk, inżynier i przedsiębiorca, działacz Obywatelskiej Partii Demokratycznej (ODS), deputowany do Izby Poselskiej, minister transportu (1996–1998) oraz minister przemysłu i handlu (2006–2009).

## Życiorys
W 1985 ukończył studia z zakresu elektrotechniki w wyższej szkole technicznej VUT w Brnie. W 1995 został absolwentem studiów prawniczych pierwszego stopnia na Uniwersytecie Masaryka. Pracował m.in. jako programista, a w drugiej połowie lat 90. zajął się prowadzeniem własnej działalności gospodarczej.
W 1990 został wybrany na radnego miasta Frydek-Mistek, po czym objął stanowisko zastępcy burmistrza, pełniąc tę funkcję do 1994. Następnie do 1996 kierował urzędem rejonowym w administracji miejskiej. W 1991 wstąpił do Obywatelskiej Partii Demokratycznej. Wchodził w skład partyjnych gabinetów cieni, a od 1998 do 2002 przewodniczył ODS w kraju morawsko-śląskim.
Od lipca 1996 do stycznia 1998 sprawował urząd ministra transportu w gabinecie Václava Klausa. W 2002 wybrany do Izby Poselskiej, uzyskał reelekcję w 2006, zasiadając w niej przez dwie kadencje do 2010. Od września 2006 do maja 2009 był ministrem przemysłu i handlu w dwóch rządach Mirka Topolánka. Od 2010 pełnił funkcję doradcy rządu Petra Nečasa.